# فوهردن-بارل
فوهردن-بارل (به آلمانی: Föhrden-Barl) یک شهر در آلمان است که در زگه‌برگ واقع شده‌است. فوهردن-بارل ۲۹۴ نفر جمعیت دارد.